# Jimmy Jones
Jimmy Jones, (Birmingham, 2 juni 1937 - Aberdeen, 2 augustus 2012) was een Amerikaanse rock-'n-roll- en popzanger.

## Carrière
Jones verhuisde als tiener van Alabama naar New York, waar hij zich in 1954 vervoegde bij de groep The Berliners, die later werd hernoemd naar Sparks of Rhythm. In 1955 schreef Jones de song Handy Man, die op plaat werd opgenomen door de Sparks of Rhythm in 1956, nadat Jones de band al had verlaten. Jones richtte met andere zangers The Savoys op, die na de wissel naar een ander label de naam The Pretenders aannamen, die in 1956 meermaals optraden met verschillende andere artiesten, waaronder Clyde McPhatter, Sonny Knight, The Cleftones en The Teenagers in het New Yorkse Apollo Theater en publiceerden enkele singles, die met goede kritieken werden overladen. In 1957 werden The Pretenders voor een jaar herbenoemd naar The Jones Boys, die in het voorjaar het nummer The Whistlin' Man opnamen, Jones' eerste eigen versie van zijn latere hit Handy Man. The Pretenders werden in het voorjaar van 1959 ontbonden.
Jones ontmoette de songwriter en muziekproducent Otis Blackwell, waarmee hij in juni 1959 in de studio ging. Blackwell bewerkte Jones' lied Handy Man en produceerde een nieuwe demo met de auteur als zanger. Omdat de fluitist niet was verschenen voor de opnamesessie, floot Blackwell zelf bij de opname. De song met de voor Jones typische rock-falsetzang in de stijl van Clyde McPhatter en Sam Cooke konden ze verkopen aan MGM, die het nummer in september bij hun label Club Records publiceerden. Jones had zijn eerste hit in de Verenigde Staten, die na 18 weken in de hitlijst steeg naar de 2e plaats en later ook in Groot-Brittannië. In 1960 nam Jones ook met Blackwell de song Good Timin' op van Fred Tobias en Clint Ballard jr.. Van deze single werden in de Verenigde Staten ook meer dan een miljoen exemplaren verkocht. In Groot-Brittannië nam de song in juli 1960 drie weken lang de toppositie over in de hitparade.
Na de hits kon Jones zijn carrière niet meer op het hoge niveau volhouden, maar bracht in het daarop volgende jaar nog twee verdere singles uit, die echter in de onderste regionen van de hitlijst waren te vinden. Ofschoon hij slechts twee top 10-hits kon registreren, bleef hij een bekende songwriter en vervolgens ook zanger in de muziekbusiness. Tussen 1962 en 1967 bracht hij verdere platen bij verschillende labels uit, waaronder bij Parkway een duet met Little Eva met Don't You Just Know It. In de jaren 1970 en 1980 was er weinig van Jones te horen. In 1986 was hij een van de artiesten van de Vintage Doo-Wop Rockers, die Don't Let Them Starve van Arthur Crier opnamen als benefietplaat tegen de honger in Afrika.
Del Shannon, die Handy Man in 1964 als coverversie opnieuw in de hitlijst bracht, noemde Jones in een ademteug met The Ink Spots als zijn grootste voorbeeld. Shannon had weer met zijn falsetzang een grote invloed op de zang van de disco-hits van The Bee Gees. In 1977 had ook James Taylor een nummer 4-hit met Handy Man.
Nog in de jaren 1990 bracht Jones het album Grandma's Rock & Roll Party uit met nieuwe opnamen en zijn beide grote hits. Tijdens deze periode beleefde zijn muziek in de Britse northern soul-beweging een revival. In 2002 werden daarna zijn populairste songs op de dubbel-cd Good Timin': The Anthology weer gepubliceerd.

## Overlijden
Jimmy Jones overleed in augustus 2012 op 75-jarige leeftijd.

## Discografie

### Singles
- 1959: Handy Man
- 1959: You For Me To Love
- 1960:	With All My Heart
- 1960: Lover
- 1960: Good Timin'
- 1960: I Just Go For You
- 1960: That's When I Cried
- 1960: EE-I EE-I Oh! (Sue MacDonald)
- 1960: Itchin'
- 1960: Ready For Love
- 1961: I Told You So
- 1961: I Say Love
- 1961: Mr. Music Man
- 1962: You're Much Too Young
- 1963: Mr. Fix It
- 1965: Walkin'
- 1966: Don't You Just Know It
- 1967: 39-21-40 Shape
- 1967: True Love Ways
- 1974: The Man From Candyland
- 1976: Handyman Is Back In Town (part 1)
- 1987: Send Her Back To Me

- Biblioteca Nacional de España: XX5641058
- Bibliothèque nationale de France: cb139587241 (data)
- Gemeinsame Normdatei: 134419502
- International Standard Name Identifier: 0000 0000 8388 3726
- MusicBrainz: a1a288ec-57b8-4e7d-b57b-751c242e0aa8
- Istituto Centrale per il Catalogo Unico: SBNV074652
- SNAC: w6zd5nvm
- Virtual International Authority File: 63192024
- WorldCat: E39PBJrrw49vHjcpF3m4kRKPQq